# (100648) 1997 WZ2
(100648) 1997 WZ2 es un asteroide perteneciente al cinturón de asteroides descubierto el 23 de noviembre de 1997 por Takao Kobayashi desde el Observatorio de Ōizumi, Ōizumi, Japón.

## Designación y nombre
Designado provisionalmente como 1997 WZ2.

## Características orbitales
1997 WZ2 está situado a una distancia media del Sol de 2,312 ua, pudiendo alejarse hasta 2,673 ua y acercarse hasta 1,951 ua. Su excentricidad es 0,156 y la inclinación orbital 4,608 grados. Emplea 1284,70 días en completar una órbita alrededor del Sol.

## Características físicas
La magnitud absoluta de 1997 WZ2 es 16,3. 